# Vihasoo
Vihasoo är en ort i Estland. Den ligger i Kuusalu kommun och landskapet Harjumaa, i den centrala delen av landet, 60 km öster om huvudstaden Tallinn. Vihasoo ligger 13 meter över havet och antalet invånare är 235.
Terrängen runt Vihasoo är platt. Havet är nära Vihasoo åt nordost. Runt Vihasoo är det mycket glesbefolkat, med 5 invånare per kvadratkilometer. Närmaste större samhälle är Loksa, 4,9 km väster om Vihasoo.